# Angoual Magagi Ango
Angoual Magagi Ango (auch: Angoal Magazi, Angoual Magagi) ist ein Dorf in der Landgemeinde Douméga in Niger.

## Geographie
Das von einem traditionellen Ortsvorsteher (chef traditionnel) geleitete Dorf liegt direkt an der Staatsgrenze zu Nigeria. Es befindet sich rund zehn Kilometer südöstlich des Hauptorts Douméga der gleichnamigen Landgemeinde, die zum Departement Tibiri in der Region Dosso gehört.
Es herrscht das Klima der Sudanzone vor, mit einer durchschnittlichen jährlichen Niederschlagsmenge zwischen 600 und 700 mm.

## Bevölkerung
Bei der Volkszählung 2012 hatte Angoual Magagi Ango 647 Einwohner, die in 83 Haushalten lebten. Bei der Volkszählung 2001 betrug die Einwohnerzahl 557 in 71 Haushalten und bei der Volkszählung 1988 belief sich die Einwohnerzahl auf 1051 in 130 Haushalten.

## Wirtschaft und Infrastruktur
In Angoual Magagi Ango wird ein Wochenmarkt abgehalten. Es gibt eine Schule im Dorf. Durch Angoual Magagi Ango führt die 12,1 Kilometer lange Landstraße RR3-010 zwischen dem Gemeindehauptort Douméga und der Staatsgrenze.